# Erik Svedberg-Zelman
Erik Charles Svedberg-Zelman, född 30 juni 1996, är en svensk skådespelare. Han är utbildad vid Teaterhögskolan i Malmö.

## Biografi
Svedberg-Zelman har medverkat i ett flertal teaterföreställning såväl vid Malmö Stadsteater som vid Dramaten. Han har även medverkat i TV-serien Toppen, och spelar en av huvudrollerna i filmen Düsseldorf, Skåne. Han medverkar även i TV-serien Helikopterrånet.
År 2024 utsågs han till årets Rising Star vid Stockholms filmfestival.

## Filmografi (i urval)
- 2022 – Toppen (TV-serie)
- 2024 – Düsseldorf, Skåne
- 2024 – Helikopterrånet (TV-serie)
- 2025 – Paradise (TV-serie)

## Teater

### Roller (ej komplett)
| År   | Roll      | Produktion                                                            | Regi          | Teater            |
| ---- | --------- | --------------------------------------------------------------------- | ------------- | ----------------- |
| 2023 | Demetrius | En midsommarnattsdröm (A Midsummer Night's Dream) William Shakespeare | Sara Cronberg | Malmö stadsteater |
| 2024 |           | Svindel Sara Stridsberg                                               | Rebecka Hemse | Dramaten          |